# Thor Nis Christiansen
Thor Nis Christiansen (28. december 1957 – 30. marts 1981) var en seriemorder fra Solvang i Californien, USA. Han begik sine tre første mord i slutningen af 1976 og begyndelsen af 1977,han dræbte unge kvinder fra Isla Vista Californien, som lignede hinanden i  udseende. Hans forbrydelser var motiveret af store demonstrationer imod vold mod kvinder, og til fordel for bedre transport for de unge med bopæl i Isla Vista. I 1979 dræbte han en ung afroamerikansk kvinde fra Los Angeles. Et femte offer "slap" med en kugle i hovedet, hun kunne senere identificere ham i en Los Angeles bar.

## Tidlige liv
Thor blev født i Danmark, han emigrerede til Inglewood, Californien med sine forældre og flyttede til Solvang, California, da han var fem år gammel. Hans far, Nis, drev en restaurant i Solvang. Han havde en høj IQ og var en god elev, indtil han kom i Gymnasiet, hvor han begyndte at ryge marihuana, drikke, og forsømme sit skolearbejde som 16 årig. Han flyttede ud af sine forældres hus, droppede ud af Gymnasiet, og begyndte at arbejde på en benzintank. På et tidspunkt vejede han 125 kg.

## Mord
Han var besat af fantasier om at skyde kvinder og at have sex med deres lig. Han stjal en .22 kaliber pistol fra en ven som han begik de første tre mord med. Senere flyttede han til Oregon, hvor han tabte sig. På et tidspunkt flyttede tilbage til Santa Barbara County, hvor han afsluttede sin studentereksamen på et junior college. Han flyttede ind i en lejlighed i Goleta med en kvinde som var i 20’erne. Han mødte hende som blaffer og han gav hende et lift. Mens han levede sammen med hende begik han endnu et mord. 
Christiansen fik sine ofre ind i sin bil; sekundære kilder angiver, at ofrene formodes at være blaffere. Han skød dem derefter i hovedet med en .22 kaliber pistol, og derefter voldtog han dem post mortem. Christiansen skød sit femte offer, Lydia Preston, i hovedet i sin bil den 18. april 1979, men hun slap fri, omend hårdt kvæstet.  Selv om flere unge kvinder var forsvundet fra Isla Vista i slutningen af 1976, var det første bekræftede mordoffer Patricia Marie Laney, hvis lig blev fundet på en isoleret vej i Santa Ynez Mountains nordvest for Isla Vista nær Rancho del Cielo to dage efter hendes forsvinden 18 januar 1977. Jacqueline Anne Rooks krop blev fundet næste dag i nærheden af hvor man fandt Laneys krop. Mary Ann Sarris lig blev fundet den 22 maj 1977 i nærheden af Los Alamos. Laura Sue Benjamin blev fundet i en stenkiste nær Angeles Forest Highway og Big Tujunga Road i San Gabriel-bjergene nord for Los Angeles. Hun skulle angiveligt have været prostitueret.

## Anholdelse og retssag
Lydia Preston mødte Christiansen igen den 11. juli 1979 i Bottom Line Bar i Hollywood, og meldte ham til politiet, som straks anholdt ham. På grund af Christiansens adresse i Goleta, Californien og ligheden mellem Preston's tidligere kvæstelser og det retsmedicinsk bevismateriale i Rook, Sarris, og Laney sagerne blev Christiansen mistænkt i Isla Vista mordene. 
Efter sin pågribelse, opdagede Barbara Santa County politi, at de havde undersøgt ham som en mistænkt (blandt 100 andre) i 1977, og havde noteret hans besiddelse af en 0,22 kaliber pistol, da han blev anholdt for spirituskørsel.
Christiansen blev først stillet for retten i begyndelsen af 1980 i Santa Monica Californien for mordene. Han erklærede sig oprindeligt sindssyg, men trak denne erklæring tilbage og han erklærede sig skyldig i juni 1980 i Santa Barbara til Isla Vista morderne, og blev idømt livsvarigt fængsel.  På det tidspunkt havde Californien ikke dødsstraf.

## Død
Christiansen blev stukket ihjel i Folsom State Prison den 30. marts 1981, gerningsmanden blev ikke identificeret. Psykiateren havde forudsagt, at han sandsynligvis ville blive dræbt i fængslet, da han var ung, blond, og hans sidste offer var afroamerikaner.

## Efterspil
Patricia Laney er blevet et fremtrædende symbol for grupper, som taler imod vold mod kvinder i Santa Barbara / Goleta / [Isla Vista området. Hun havde været frivillig hos organisationer, som arbejder for voldsramte kvinder. Isla Vista Juggling Festival, som havde sit 30. møde i 2006, var dedikeret hende.  Mordene i 1976-1977 rummede en atmosfære af frygt, som effektivt satte en stopper for 1960'erne æra i Isla Vista.

## Ofre
- Jacqueline Anne Rook, 20 november 1976, 21 år gammel (Isla Vista, oprindeligt fra Del Mar)
- Mary Ann Sarris, 6 december 1976, 19 år gammel(Isla Vista,oprindeligt fra Santa Rosa)
- Patricia Marie Laney, 18 januar 1977, 21 år gammel(Isla Vista, oprindeligt fra Huntington Beach)
- Laura Sue Benjamin, 26 maj 1979, 22 år gammel hun blev fundet i Los Angeles County.